# Cierre de la Universidad de Valladolid

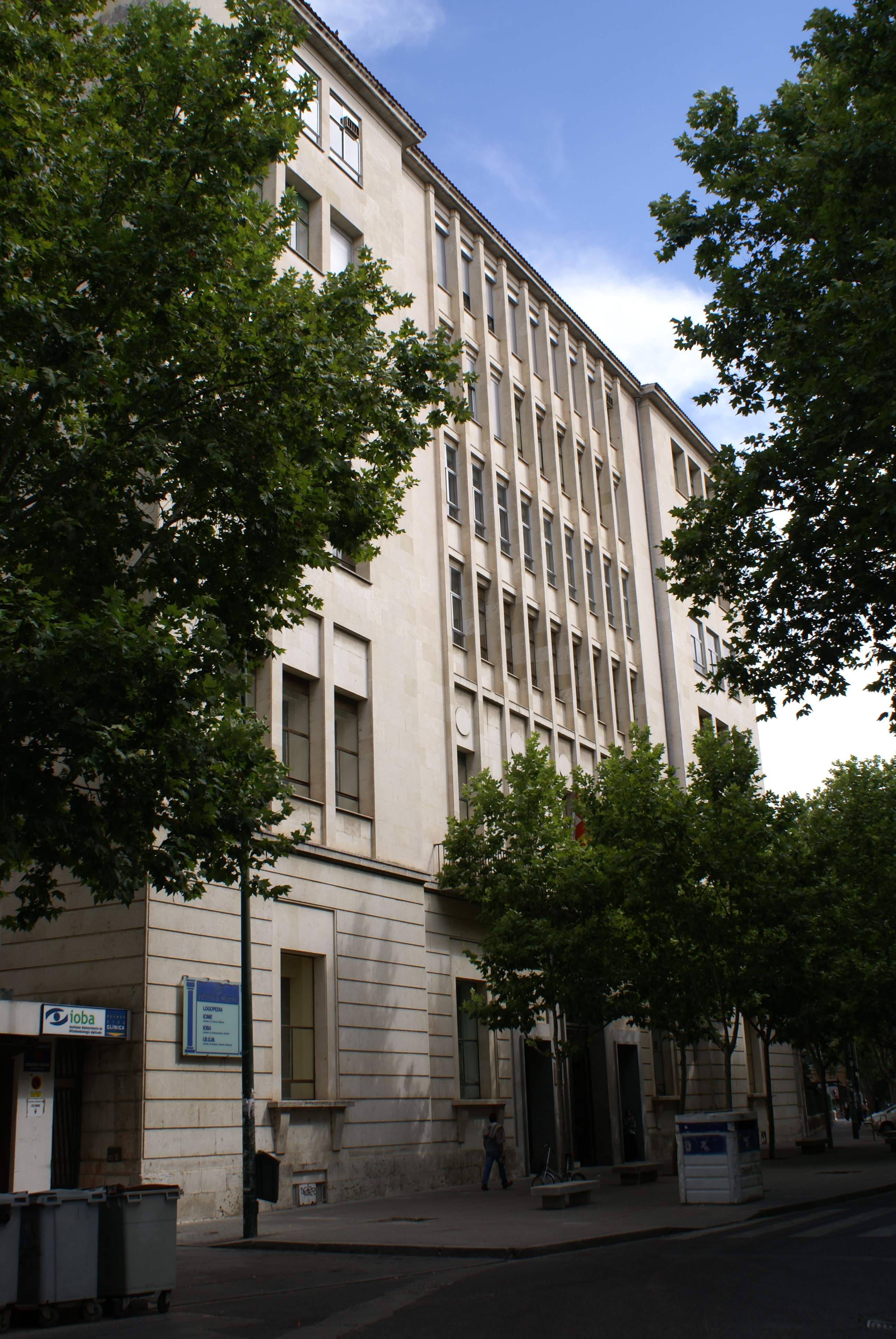
Facultad de Medicina de Valladolid, lugar del altercado con el rector José Ramón del Sol que motivó en último término el cierre de la universidad

El cierre de la Universidad de Valladolid fue una acción de gobierno ocurrida en 1975, último año de la dictadura de Francisco Franco en España. 
Esta medida excepcional tuvo como objetivo suprimir las crecientes protestas estudiantiles y la oposición al régimen. El cierre afectó a las cuatro facultades principales de la Universidad de Valladolid: Filosofía y Letras, Ciencias, Derecho y Medicina, dejando a aproximadamente 8000 estudiantes sin clases ni exámenes durante varios meses. La comunidad académica vallisoletana resistió tal medida organizando una "universidad paralela", clandestina, para continuar con la actividad lectiva. El cierre es un caso único en la historia española, que simboliza la represión del tardofranquismo así como su resistencia.

## Contexto
A mediados de la década de 1970, España vivía un periodo de creciente tensión social y política mientras la salud de Francisco Franco se deterioraba. Las universidades se habían convertido en centros de oposición al régimen. Estudiantes y algunos profesores participaban activamente en huelgas, protestas y otras formas de resistencia, exigiendo mayor libertad académica y la democratización del país. Valladolid, una ciudad con una tradición obrera y de activismo social, se convirtió en un foco de disidencia, con un papel central de su universidad. En enero de 1972 se habían producido ya movilizaciones entre el alumnado universitario, que celebró asambleas en las facultades, manifestaciones en los alrededores de los centros universitarios y confrontaciones directas con la policía, llegando a cortar el tráfico ferroviario y a apedrear un vehículo de la Brigada de Investigación Social y la sede del periódico falangista Libertad, todo ello por la aprobación de la Ley General de Educación por el ministro José Luis Villar Palasí. Como resultado, la facultad de Medicina permaneció cerrada entre el 19 y el 24 de enero de 1972.
El 16 de enero de 1975, los estudiantes de la facultad de Filosofía y Letras liderados por Elisa Serna celebraron una asamblea que fue disuelta por la policía y provocó que el rector José Ramón del Sol decretara el cierre indefinido de facultades y escuelas. El Tribunal de Orden Público actuó contra varios de los estudiantes, por lo que un grupo de 69 alumnos se encerró en la capilla del Hospital Provincial de Valladolid a modo de protesta. La policía hubo de actuar una vez más, procediendo a desalojarlos y detenerlos.

## El cierre

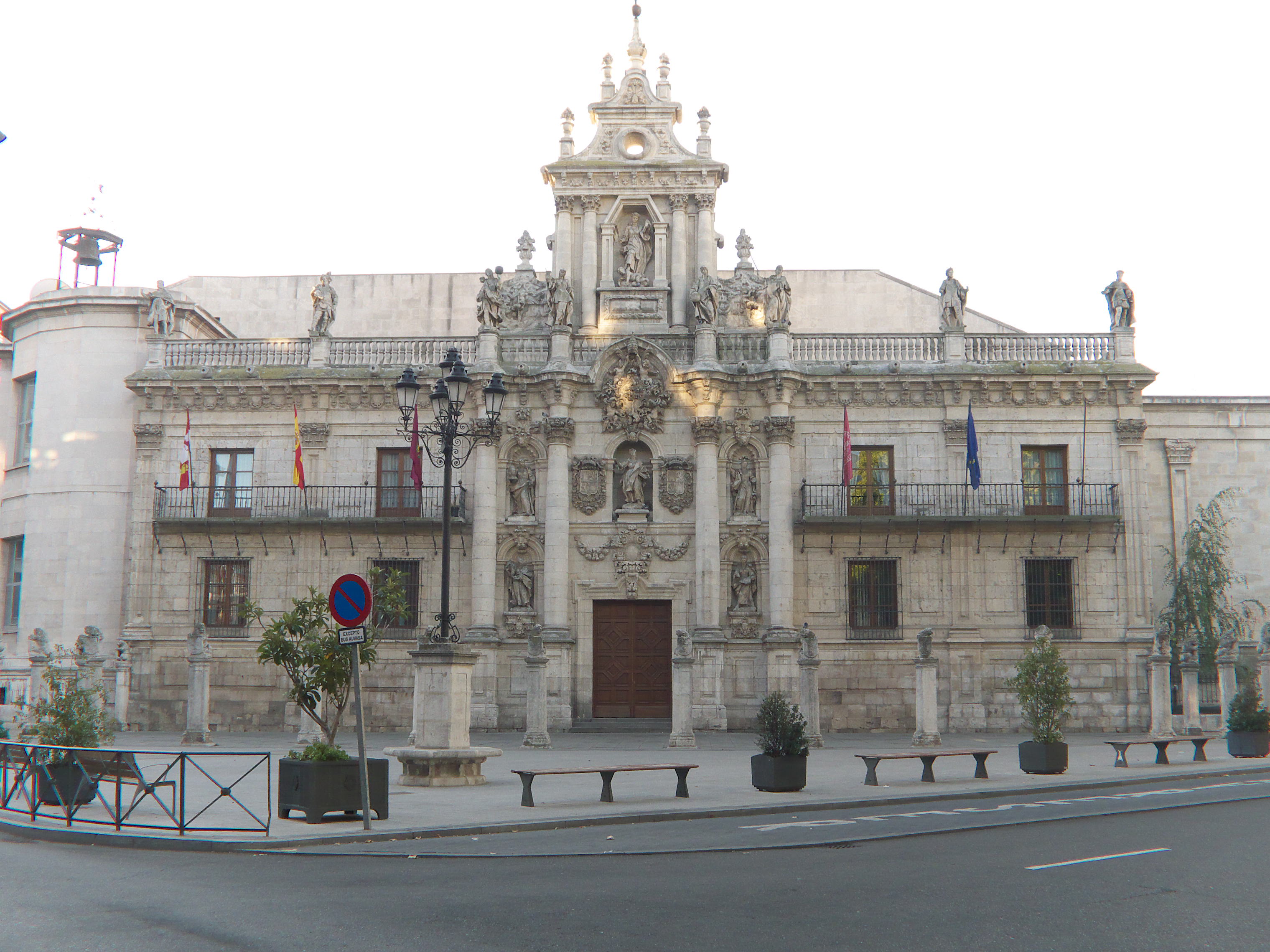
Fachada de la Universidad de Valladolid, actual facultad de Derecho, pero en 1975 sede también de Filosofía y Letras y de Ciencias, además de Derecho

El 29 de enero se produjo la reapertura de la actividad de la universidad, por lo que el rector del Sol acudió a dar clase a la facultad de Medicina. Tras encontrar su aula vacía, permaneció allí durante el tiempo que debía durar la clase y, al abandonar el edificio, fue agredido con un lanzamiento de huevos durante una protesta estudiantil que solicitaba su dimisión. El 8 de febrero de 1975, el Ministerio de Educación y Ciencia de España, bajo la dirección del ministro Cruz Martínez Esteruelas, ordenó el cierre de las cuatro principales facultades de la Universidad de Valladolid. La decisión se justificó por la "ruptura de la convivencia que imposibilita la acción docente" tras el incidente con el rector.
El cierre fue anunciado mediante un decreto leído en la televisión nacional, suspendiendo todas las actividades docentes y los exámenes para los estudiantes afectados hasta el inicio del siguiente curso académico. Esta medida fue inédita durante la dictadura franquista.

## Respuesta y la "universidad paralela"
El cierre generó una indignación generalizada, no solo entre estudiantes y profesores, sino también en amplios sectores de la sociedad. La medida fue considerada desproporcionada e injusta, especialmente por las dificultades económicas y académicas que impuso a miles de estudiantes y sus familias. En respuesta, surgió la denominada "universidad paralela", la continuidad de actividades universitarias de quienes, decididos a no perder el curso académico, organizaron clases clandestinas en diversos lugares, como iglesias, bares, casas particulares e incluso espacios públicos.
El cierre de la Universidad de Valladolid desencadenó acciones de solidaridad en toda España. Universidades como las de Valencia, Barcelona y Madrid organizaron protestas y emitieron comunicados condenando la clausura y exigiendo la reapertura de las facultades. El incidente también fue observado por actores europeos, quienes lo interpretaron como un signo del debilitamiento del control del régimen.
En Valladolid, el cierre unió a estudiantes, trabajadores, padres y residentes locales en una causa común. Los movimientos obreros de la ciudad, activos en industrias como FASA-Renault, se sumaron a la comunidad académica para exigir la reapertura de la universidad.
Tras varios meses de protestas y negociaciones, el gobierno español cedió parcialmente. El 10 de mayo de 1975, el Consejo de Ministros anunció que los exámenes se realizarían en septiembre y que algunas clases prácticas se reanudarían durante el verano. En octubre de 1975 la universidad fue completamente reabierta, y un nuevo rector, Juan Antonio Arias Bonet, reemplazó a José Ramón del Sol.